# Ogive

Eine Tangent mit (Verhältnis des Radius zur Überschneidung der beiden Kreisbögen)

Die Ogive ist im Zweidimensionalen eine Form, die durch den Schnitt zweier Kreisbögen entsteht, und im Dreidimensionalen der entsprechende dreidimensionale Rotationskörper. Das Wort Ogive leitet sich aus dem französischen Wort ogive „Spitzbogen“ ab, dessen genaue Herkunft unklar ist.

## Mathematik
Man unterscheidet die Tangent-Ogive, bei der die Mittelpunkte der Kreisbögen auf der Geraden durch die beiden Basispunkte der Ogive liegen, von der Sekant-Ogive, bei der dies nicht der Fall ist.
Auch der s-förmige Verlauf einer Funktion wird manchmal als Ogive bezeichnet, insbesondere die Verteilungsfunktion der Normalverteilung. Zur Verwendung bei der kumulativen Häufigkeitsverteilung der empirischen Verteilungsfunktion siehe Ogive (Statistik).

## Architektur
Die gotische Architektur wird manchmal als architecture ogivale bezeichnet, insbesondere die französische.
Ogive ist auch eine heute veraltete Bezeichnung für die gotische Kreuzrippe des Kreuzrippengewölbes.

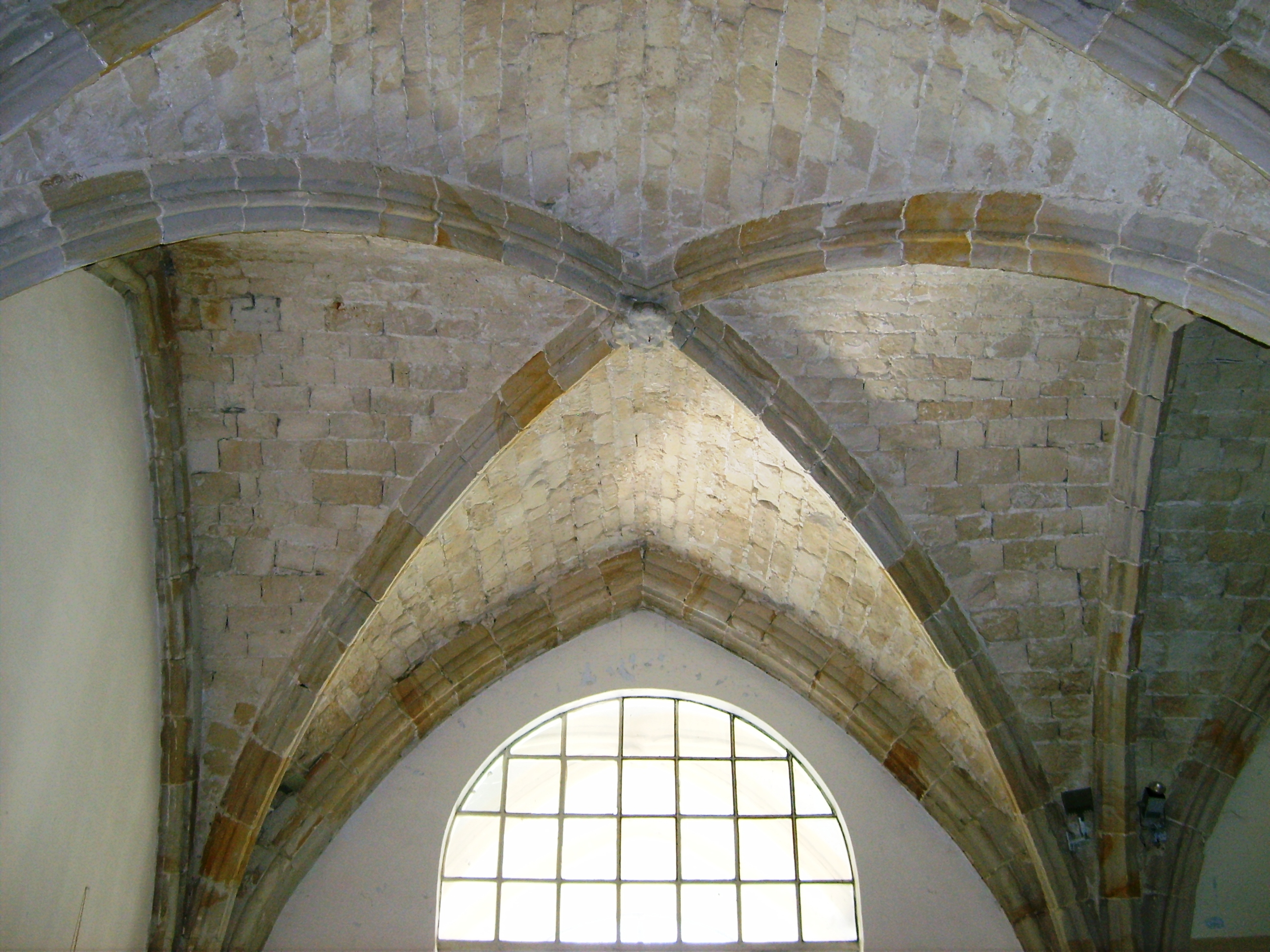
Kreuzrippengewölbe

## Medizin
Im Zusammenhang mit sogenannten atraumatischen Punktionsnadeln zur Lumbalpunktion oder für die Spinalanästhesie wird ebenfalls zur Bezeichnung der speziellen Nadelspitzenform die Bezeichnung Ogive verwendet.

## Glaziologie, Vulkanologie
Eine bogenförmige Oberflächenform von Gletschern wird Ogive genannt (Einzelheiten dort), ebenso ein Fließwulst auf der Oberfläche eines Lavastroms.

## Musik
Vier Klavierstücke von Erik Satie aus den späten 1880er Jahren, bezeichnet als Ogive, wurden nach Auskunft von Satie durch die Fenster von Notre Dame de Paris inspiriert.
Midi-Versionen der Ogiven:
- Ogive No. 1ⓘ/?, 1:30 Minuten, 5 KB
- Ogive No. 2ⓘ/? für Charles Levadé, 1:32 Minuten, 5 KB
- Ogive No. 3ⓘ/?, 1:47 Minuten, 4 KB
- Ogive No. 4ⓘ/? für Conrad Satie, 1:35 Minuten, 5 KB

## Ballistik und Aerodynamik

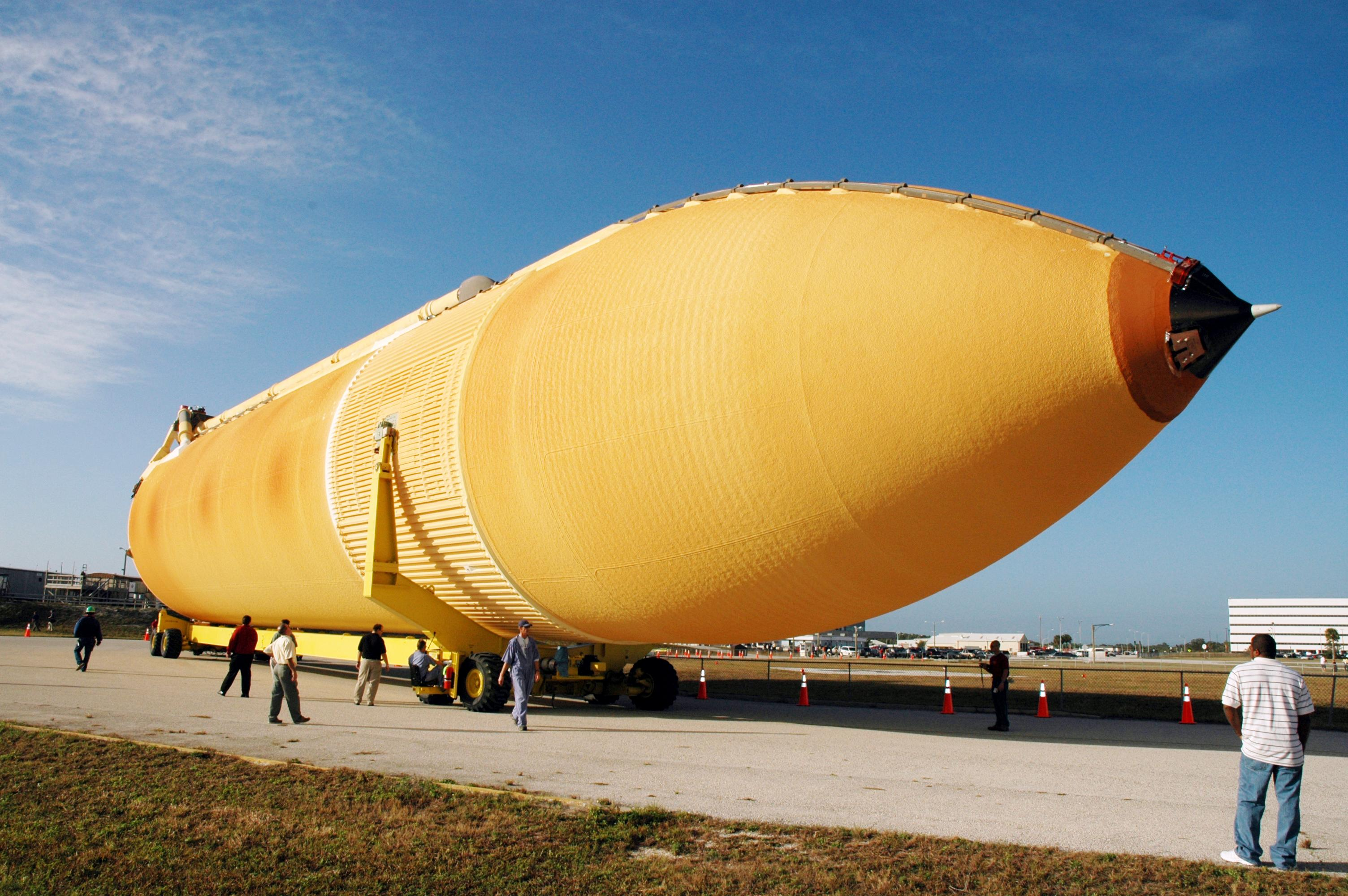
Die Ogive an der Spitze des Space Shuttle External Tank

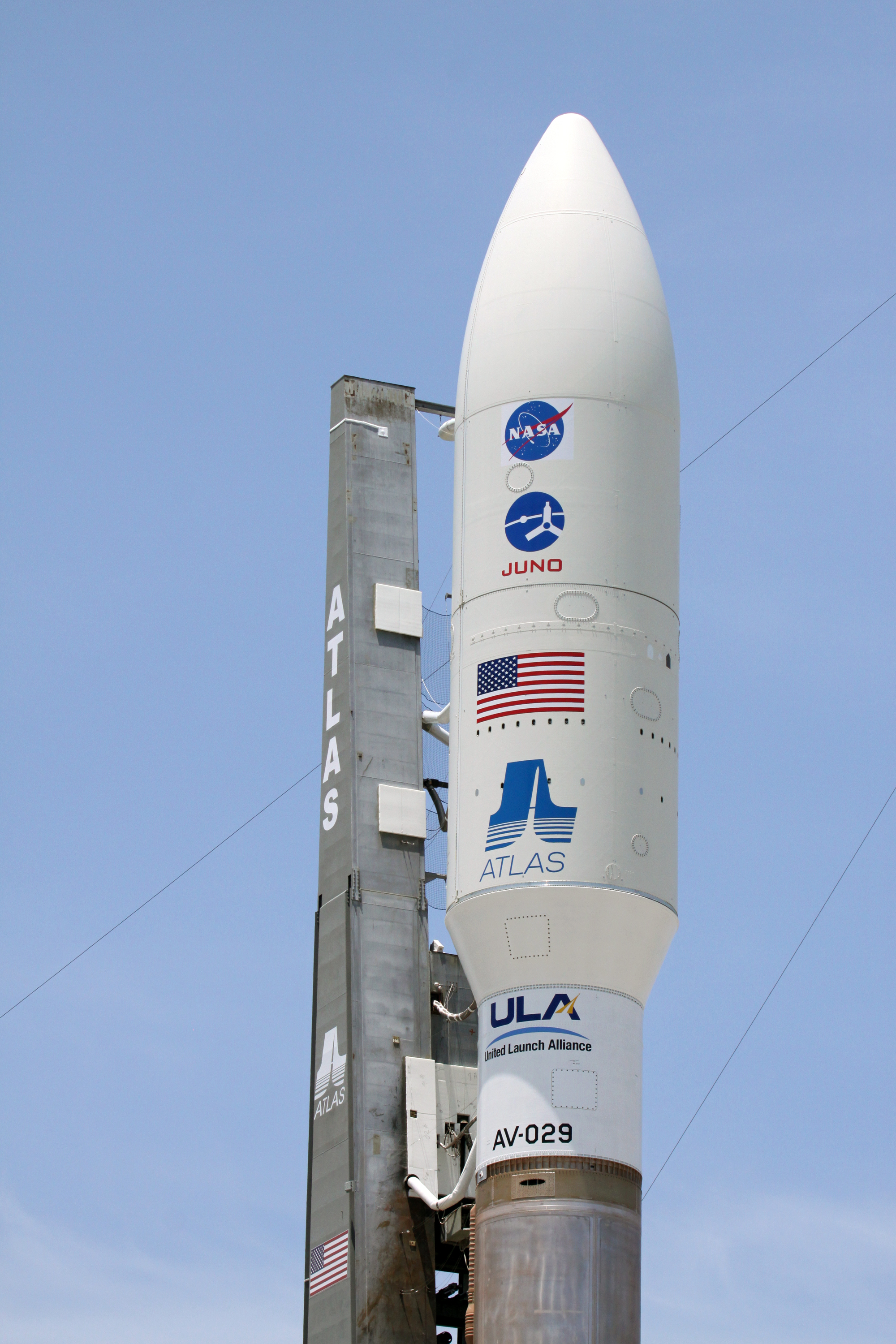
Die Nutzlastverkleidung der Atlas V(5XX) hat eine ogivale Spitze

Das Wort wurde auch für die im Längsschnitt ogivoid geformten Profile von Spitzen ballistischer Langgeschosse, Raketen, Flug- oder Schwimmkörper übernommen, die bei ihrer Fortbewegung einen möglichst geringen (Luft-)Widerstand aufweisen sollen. Hier versteht man unter dem Begriff Ogive einen zugespitzten, stromlinienförmigen Rotationskörper. Spezielle Beispiele sind die Haacksche Ogive oder die Von-Kármán-Ogive.